# Крутий яр (Роменський район)
Крутий яр (Роменський район)»  — ботанічний заказник місцевого значення в Україні. Об'єкт розташований між селами Легуші та Чирвине Роменського району Сумської області.
Площа — 147, 3 га, статус отриманий у 2021 році.

## Історія створення
Рішенням сесії обласної ради від 22.12.2021 «Про зміни в мережі територій та об'єктів природно-заповідного фонду області» оголошено 3 нових об'єктів природно-заповідного фонду місцевого значення на території Роменського району, в тому числі ботанічний заказник Крутий яр.

## Опис
Охороняється система балок з гарно збереженими лучно-степовими рослинними угрупованнями. Виявлені популяції 8 видів рослин, що занесені до Червоної книги України, а також рідкісні види рослин, які занесені до Переліку видів рослин, тварин і грибів, що підлягають особливій охороні на території Сумської області. Заказник має особливу  природоохоронну,  рекреаційну цінність і створений з метою збереження природної різноманітності ландшафтів, генофонду тваринного і рослинного світу, підтримання загального екологічного балансу та забезпечення фонового моніторингу навколишнього природного середовища.

## Фауна і флора
У Крутому Яру виявлено: лелеку чорного, який охороняється Конвенцією з міжнародної торгівлі вимирущими видами дикої фауни та флори, а також метелик мнемосіна, занесений до Червоної книги України, гриб мірістома шийкова, рийна оса, занесена до Червоної книги України. Зростає низка видів, занесених до Переліку видів рослин, тварин і грибів, що підлягають особливій охороні на території Сумської області. 